# Li Po
Li Po nebo též Li Paj (čínsky v českém přepisu Li Paj, pchin-jinem Lǐ Bái, znaky 李白; asi 701 – 10. listopadu 762 Süan-čcheng) patřil mezi nejvýznamnější čínské básníky období Tchang. V Japonsku je znám také jako Ri Haku. Už za svého života získal značnou proslulost a byl prohlášen „nesmrtelným“. Je nazýván „nebešťan“ a „básník nadpozemského talentu“.

## Jména
Li Po používal zdvořilostní jméno Tchaj-paj (či Tchaj-po, čínsky pchin-jinem Taìbaí, znaky 太白) a umělecký pseudonym Čching-lien ťü-š’ (čínsky pchin-jinem Qīnglián Jūshì, znaky zjednodušené 青莲居士, tradiční 青蓮居士).

## Život
Kvůli jeho volnému způsobu života a častému putování se o něm dochovalo jen málo přesných informací. Jejich zdrojem jsou dvě předmluvy od jeho současníků k vydání jeho básní a dopisy, které Li Po psal svým přátelům a příbuzným. Mnohé události ze svého života a putování zachytil sám Li Po ve svých básních.
Narodil se roku 701 v Sujabu na západních hranicích Číny (dnešní Tokmok v Kyrgyzstánu), kde jeho rodina žila ve vyhnanství. O jeho rodině se ví jen velmi málo, sám Li Po se pokládal za potomka císařské dynastie Tchang. Začátkem osmého století se rodina rozhodla k návratu do Číny a v roce 705 se usadila poblíž města Čcjangmingu (dnes Ťiang-jou) v provincii S'-čchuan. Li Po byl velice bystrý, mimořádně nadaný a měl skvělou paměť.V pěti letech znal základy psaní a uměl číst. Ve čtrnácti letech již psal své vlastní básně a byl zručným kaligrafem. Od patnácti let šermoval. Chtěl se stát úředníkem u císařského dvora, ale podmínkou bylo získání oficiálního vzdělání.
Když dosáhl dvaceti let, vydal se do hor Min a pod vedením Mistra Východního Srázu (Tung Jen-c´) se tu několik let věnoval studiu taoismu a cvičení bojových umění. Z tohoto období se dochovalo mnoho básní taoistického ladění. V roce 724 zamířil na jih, kde vystoupil na horu E-mej, potom se nalodil na člun a po proudu řeky Jang-c’-ťiang podnikl plavbu na východ směrem k pobřeží Východočínského moře. Brilantním stylem a neobyčejně sugestivně zachytil v řadě básní atmosféru míst, která po cestě navštívil. Na cestách získal mnoho přátel. Byl nadaný vypravěč, uměl zpívat a hrát na loutnu a další nástroje, recitoval své básně. Všude, kam přišel, budil pozornost jak svým zjevem (měřil téměř 2 metry), tak chováním. Žil bohémským a tuláckým životem, velmi často a s chutí popíjel víno. Byl velmi známý svou náklonností k alkoholu, což mu ovšem neubíralo na talentu a schopnostech v okamžiku tvořit mistrovská díla. Kromě oddanosti k taoismu proslul svou nebojácností a hlubokým smyslem pro spravedlnost. Patřil mezi tzv. „sia“, putující rytíře a napravovače křivd. Vyznával taoismus spojený s prvky buddhismu a upravený podle vlastních představ.
Deset let pobýval v An-lu v provincii Chu-pej, kde se seznámil s dívkou jménem Sü, kterou si v roce 727 vzal za manželku. Ve snaze získat úřednické místo cestoval, navazoval kontakty, psal žádosti. V letech 730–731 mu zemřela manželka a malý syn. Od roku 733 žil ve městě Čchang-an, kde poznal svou druhou ženu, bývalou kurtizánu Liou. Protože nemohla mít děti, po vzájemné dohodě se rozešli a Li Po se koncem roku 737 znovu oženil. Svou ženu a dvě děti však často opouštěl, aby putoval po horách a setkával se s taoistickými poustevníky.
Mezi roky 742 a 744 pobýval Li Po na císařském dvoře v Čchang-anu, kam byl povolán samotným císařem. Byl jmenován do císařské básnické akademie, ale usiloval o získání úřednického postavení, které by mu umožnilo podílet se na zlepšování veřejného života v zemi. Své návrhy formuloval v eseji Proklamace císařské politiky. Ovzduší u dvora, korupce, intriky a pomluvy, které zabránily jeho jmenování tajemníkem velkého sekretariátu Akademie, ho přiměly k odchodu. Na podzim roku 744 se znovu vydal na cesty. Déle se zdržel v provincii Šan-tung, která byla centrem taoismu v Číně. Pokoušel se o psaní esejů v taoistickém duchu. S rodinou se usadil ve městě Ša-čchiou, ale stále podnikal výpravy do svatých hor. Jedna z jeho nejslavnějších básní popisuje cestu na horu Tchien-mu.
Jeho cílem bylo získat úřednické místo a sloužit císaři alespoň v provinciích. Svou snahu vyjádřil v básni Nesnáze cesty. Kolem roku 750 napsal dlouhou báseň o 44 verších s názvem Těžká cesta do Šu, která je zastřeným podobenstvím složitých politických poměrů v tehdejší Číně. V této době se počtvrté oženil a v roce 753 se usadil ve městě Čchi-čou, odkud znovu vyjížděl na cesty za svými přáteli. Z návštěvy taoisty Jüan-Tan-Čchiou pochází slavná báseň Sem s vínem a plňte poháry, v níž vyjádřil svůj vlastní životní postoj. V roce 754 bylo třináct jeho básní zařazeno do antologie Sbírka kvetoucích zázraků svatých hor a řek, shrnující nejvíce ceněná básnická díla z období 714–753, a jeho věhlas, tehdy již mimořádný, ještě vzrostl.
Roku 755 vypuklo povstání An Lu-šana proti císaři a Li Po se připojil k princi Li-Linovi, protože věřil, že pomůže nastolit klid a pořádek v zemi. Po jeho porážce byl v roce 756 Li Po zatčen a uvržen do vězení. Na podzim téhož roku jej sice propustili, ale v létě 758 byl jeho případ zrevidován a on sám odsouzen k doživotnímu vyhnanství v Jie-langu (dnes Tong-c') v provincii Kuej-čou, na jihozápadě tehdejšího císařství. Li Po tedy nastoupil plavbu na západ proti proudu Jang-c' a při tom se ze všech sil snažil o udělení amnestie. V dubnu 759 se dozvěděl, že nový císař ho omilostnil. S radostí se obrátil na zpáteční cestu a koncem jara roku 760 se setkal se svou manželkou. Zde dokončil svou nejdelší báseň, započatou na cestě do vyhnanství, která je jeho osobní zpovědí.
Li Po se znovu snažil o uplatnění u dvora, ale začátkem roku 762 těžce onemocněl. Uchýlil se ke svému příbuznému nedaleko města Tang-tu v provincii An-chuej. Dozvěděl se o svém jmenování ke dvoru, ale dne 10. listopadu 762 zemřel.
O jeho smrti koluje mnoho legend. Jedna z nich vypráví, že opilý seděl v loďce a uprostřed noci spatřil odraz měsíce. Chtěl ho uchopit do rukou a proto náhle vystoupil uprostřed široké a studené řeky ze člunu a utopil se.
Li Po, je líčen v knize Wu-šuang pchu (neboli Seznam jedinečných hrdinů).

## Dílo

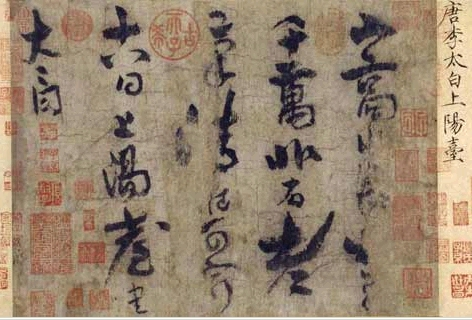
Ukázka rukopisu Li Po

Jeho lyrické básně opěvují víno, přírodu, krásy života a přátelství. Oblíbeným motivem jeho básní jsou obrazy s atmosférou měsíčního svitu. Často se však pouští i do úvah o smyslu lidského života. Charakteristická je pro něho velká kreativita, bohatý slovník i smysl pro humor. Typické jsou pro něho pijácké písně. Z jeho tvorby se zachovalo kolem devíti set básní. Je v nich patrný vliv filosofie taoismu, který v mládí studoval, ale také vlivy konfuciánské a buddhistické tradice. Li Po používal všechny běžné básnické formy. Oblíbeným útvarem jeho básní je čtyřverší a osmiverší s různou délkou verše. Proslul zejména jako autor delších básní ve stylu jüe-fu (yuefu) a pětislabičných básní ve starém stylu ku-feng (gufeng), které údajně tvořil s nevšední originalitou a lehkostí.
V roce 754 předal Li Po svému příteli Wej-chaovi všechny své básně a požádal ho, aby je uspořádal k vydání. Wej Chao tak učinil v roce 763 a napsal předmluvu, z níž pochází většina dochovaných životopisných informací o Li Poovi. Čtyři jeho básně byly zařazeny i v antologiích nejlepší čínské poezie vydané v 8. a 18. století.
Do češtiny byl překládán Bohumilem Mathesiem, Ferdinandem Stočesem a dalšími. Mnoho přeložených básní výborně přebásnil František Hrubín (viz výbor z díla). Krása jeho poezie je odzbrojující a obsahuje katarzní prvky. Využíval jako nikdo jiný svoji unikátní tvůrčí inteligenci a imaginaci. Objevoval překvapující řešení v rámci tradičních poetických forem, sám je považován za vrcholného básníka klasické formy, kterou dovedl k dokonalosti.

### České výbory z díla
- Li Po: Básně (VB, Nový Orient, 2–3, 1950/51, 10/1954) – přel. Augustin Palát
- Li Po. Dvacet tři parafráze starého čínského básníka (VB, Praha, R. Kmoch 1942) – přel. Bohumil Mathesius a Jaroslav Průšek [jazyková spolupráce]
- Li Po: Hvězda vína (VB, Praha, Jaroslav Picka 1946, [jazyková spolupráce neuvedena, patrně Augustin Palát], František Hrubín, přebásnil)
- Li Po: Ke třem soutěskám (B, Nový Orient, 3/1986) – přel. Hana Třísková
- Li Po: Měsíc nad průsmykem (VB, Praha, Odeon 1977) – přel. Josef Hiršal [neuveden] a Marta Ryšavá [jazyková spolupráce]
- Li Po: Pavilon u zelených vod (VB, Praha, Jaroslav Picka 1947, + Augustin Palát [jazyková spolupráce] František Hrubín přebásnil; opět vydalo Nakladatelství Československé akademie věd, Praha 1952.
- Li Po: Nebe mi pokrývkou a země polštářem (Praha, Mladá fronta 1999 – přel. Ferdinand Stočes)
- Nefritová flétna. Antologie tchangské poezie (VB, Praha, Nakladatelství Československé akademie věd 1954, + Augustin Palát [jazyková spolupráce], František Hrubín přebásnil)
- Nefritová flétna. Překlady čínských básníků(VB, Praha Mladá fronta 1978, překlad Augustin Palát, František Hrubín přebásnil); opět vydalo BB art, Praha 2001.
- Zpěvy staré a nové Číny (VB, Praha, Mladá fronta 1953; Praha, SNKLHU 1957) – přel. Bohumil Mathesius a Jaroslav Průšek [jazyková spolupráce]
- Zpěvy staré Číny (VB, Praha, Melantrich 1939; Praha, Melantrich 1941; Praha, Melantrich 1946; Praha, Melantrich 1947; Praha, Melantrich 1949; Praha, SNKLHU 1960; Praha, SNKLU 1961; Praha, Odeon 1967; Praha, Československý spisovatel 1988, [souborné vydání, uspořádal Jiří Franěk]) – přel. Bohumil Mathesius a Jaroslav Průšek [jazyková spolupráce]